# Constantin Prinz zu Hohenlohe-Langenburg

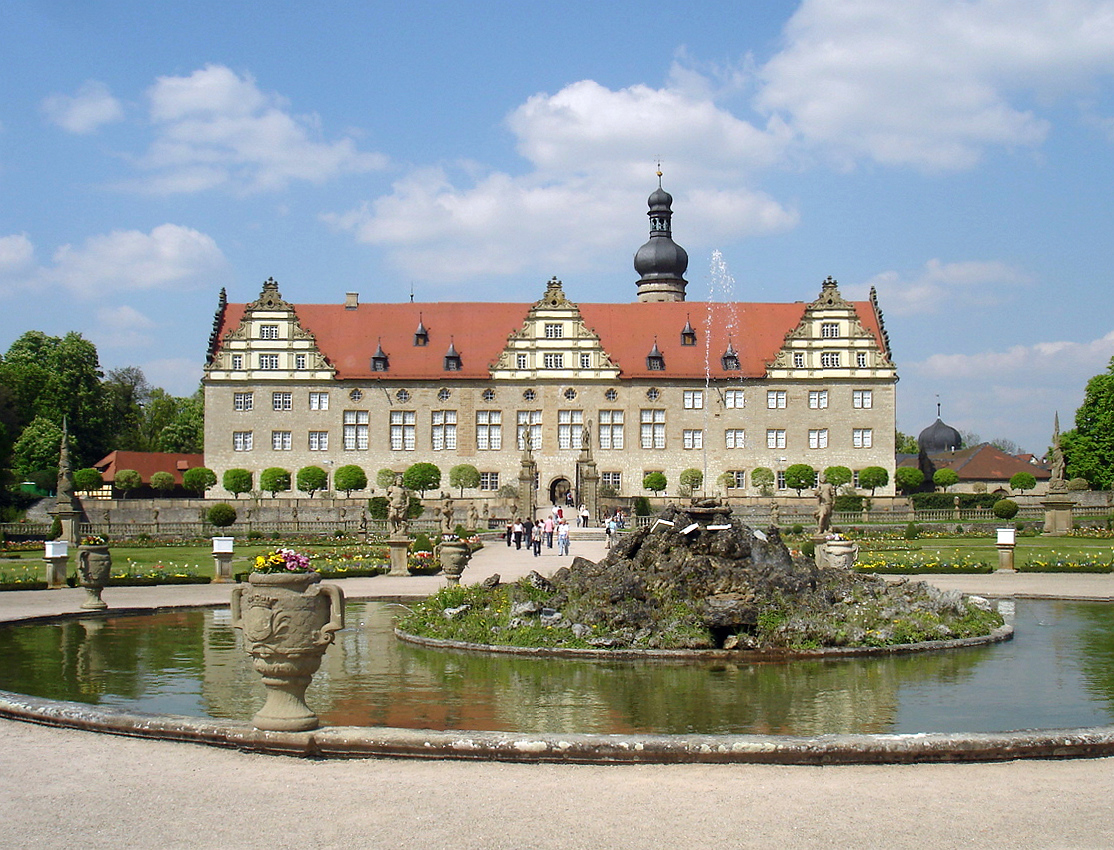
Ort des Wirkens Constantin zu Hohenlohe-Langenburgs: Schloss und Park Weikersheim

Gottfried Constantin Erwin Maria Prinz zu Hohenlohe-Langenburg, auch Konstantin Prinz zu Hohenlohe-Langenburg (* 11. September 1893 auf Schloss Rothenhaus bei Komotau; † 2. Juni 1973 in Bad Mergentheim) war ein deutscher Maler, Denkmalpfleger und Museumsleiter. Er war Mitinitiator der Internationalen Sommerkurse für Orchester, Oper und Kammermusik der Jeunesses Musicales Deutschland auf Schloss Weikersheim und der touristischen Kulturachse Romantische Straße.

## Biografie
Gottfried Constantin zu Hohenlohe-Langenburg entstammte einer katholischen Nebenlinie der heute den Fürstentitel führenden Linie des Gesamthauses Hohenlohe-Langenburg. Er war der Sohn des K.u.k. Geheimrates Prinz Gottfried Karl Joseph zu Hohenlohe-Langenburg und der Gräfin Anna von Schönborn-Buchheim. Sein Großvater, Prinz Ludwig zu Hohenlohe-Langenburg, starb an seiner Verwundung nach der Schlacht bei Königgrätz. Sein direkter Vorfahr war der erste Fürst Ludwig zu Hohenlohe-Langenburg. Als Oberleutnant des 14. Dragoner-Regiments Windisch-Graetz nahm er am Ersten Weltkrieg teil.
Nach seiner Entlassung aus der Armee studierte Constantin zu Hohenlohe-Langenburg an der Akademie der bildenden Künste in Berlin und München. Danach lebte und malte er kurze Zeit in Ávila und Ronda. 52 seiner in dieser Zeit entstandenen Bilder stellte das Museo de Arte Moderno in Madrid in einer Ausstellung vor. Sie fanden reges Kaufinteresse, und er konnte gut von seiner Kunst leben. Nachdem ihm Freunde in Paris Aufträge vermittelt hatten, wollte er sich dort für kurze Zeit ein Atelier mieten, doch es wurden 17 Jahre, die er, unterbrochen durch mehrere Reisen nach Amerika, in der französischen Hauptstadt verbrachte. Er schuf Landschaftsbilder, Porträts und Figurales und stattete einige Villen reicher Amerikaner mit seiner dekorativen Malerei aus. Nach dem Tod seines Vaters 1933 erbte er das Gut Eidlitz, das allerdings ein Bruder für ihn mit verwaltete.
Nach dem Ende der Habsburgermonarchie hatte die Familie automatisch die tschechoslowakische Staatsangehörigkeit erhalten, doch da ehemals in Deutschland regierende Familien ihre deutsche Staatsangehörigkeit nie verlieren, wandten sie sich an die württembergische Regierung und gelangten so in den Besitz eines württembergischen Passes. Für Auslandsdeutsche in der Tschechoslowakei waren die Folgen der durchgeführten Bodenreform nicht ganz so weitreichend wie für tschechoslowakische Staatsangehörige, dennoch verlor die Familie 4000 ha Wald und elf der dreizehn großen Landwirtschaftshöfe.

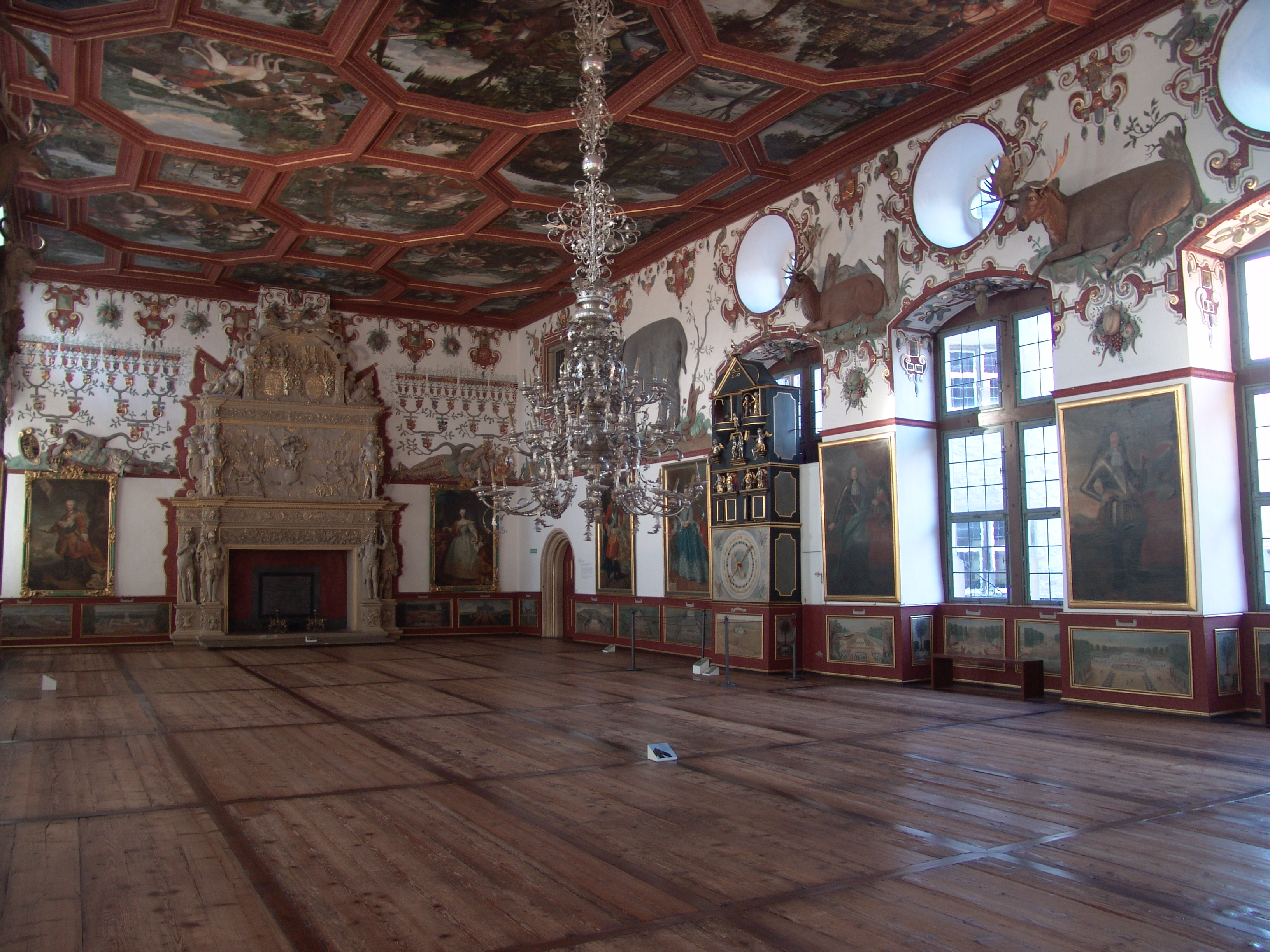
Im Rittersaal auf Schloss Weikersheim finden die jährlichen Prinz-Constantin-Konzerte statt

Am Zweiten Weltkrieg nahm Constantin zu Hohenlohe-Langenburg als Adjutant des Oberbefehlshabers in Belgien teil, bevor er zur Militärverwaltung nach Reval abkommandiert wurde, wo er das Wirtschaftsressort übernahm. In Estland forderte er beispielsweise gleiche Essensrationen für Deutsche und Esten und empfahl die Autonomie der baltischen Staaten. Von den Attentätern des 20. Juli 1944, über deren Pläne er eingeweiht war, war er als Chef der Militärverwaltung in Estland vorgesehen. Nachdem der Putsch gescheitert war, wurde der Rittmeister Hohenlohe aus der Wehrmacht entlassen. Kurz bevor die Rote Armee in Böhmen einmarschierte, gelang ihm die Flucht nach Langenburg, wohin er seine Mutter und Schwester nachholen konnte.

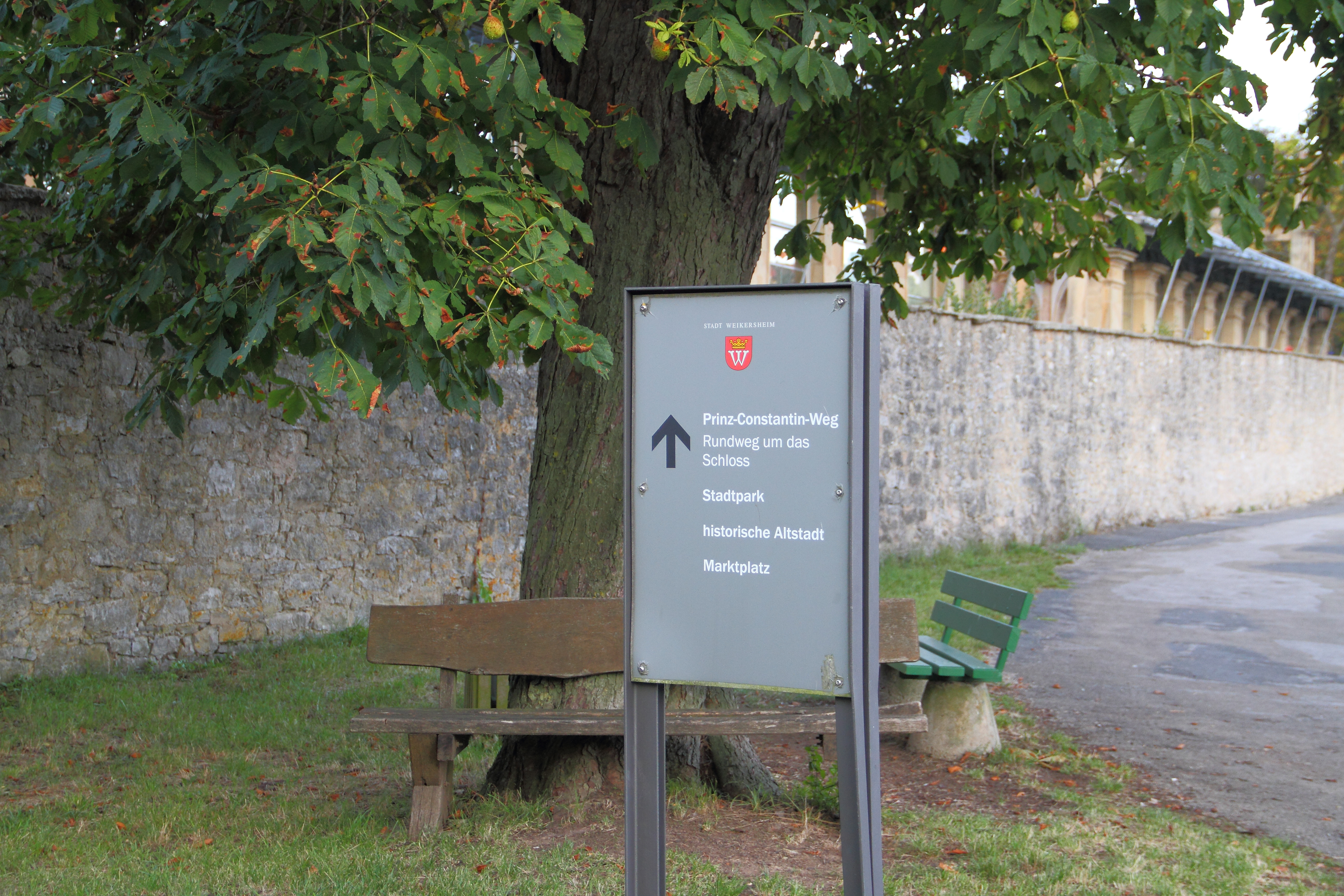
Die Stadt Weikersheim würdigte das Wirken Prinz Constantins, indem es einen Rundweg um Stadt und Schloss nach ihm benannte.

Von Gottfried zu Hohenlohe-Langenburg, seinem Neffen 5. Grades, wurde ihm Schloss Weikersheim als Wohnsitz zugewiesen. Die Familie hatte das Schloss seit nahezu 200 Jahren nicht kontinuierlich bewohnt und nur gelegentlich zur Sommerfrische benutzt. Schon bald begann Constantin zu Hohenlohe-Langenburg, finanziert durch die Eintrittsgelder in den Park und das Schloss, mit der Restaurierung der gesamten Anlage und des nahezu vollständig erhaltenen barocken Mobiliars. Als „Schlossherr ohne Schloss“ fühlte er sich auch für die Rosenstöcke des Parks verantwortlich und wurde in seiner grünen Schürze gelegentlich von den Besuchern für einen Gärtner gehalten. Maßgeblich beteiligt war er an der Etablierung der Internationalen Sommerkurse der Jeunesses Musicales Deutschland in Weikersheim und deren Opernaufführungen im historischen Schlosshof. Ihm zu Ehren findet jedes Jahr das Prinz-Constantin-Konzert des Internationalen Kammermusikkurses der JMD im Rittersaal des Schlosses statt. Der Saal des Gewehrhauses im Schlosspark, heute Teil der Musikakademie Schloss Weikersheim, ist nach ihm benannt. Constantin zu Hohenlohe-Langenburg war auch Mitinitiator der Romantischen Straße, die das Bild Deutschlands im Ausland immer noch maßgeblich prägt.
Nachdem das Schloss Langenburg 1963 bei einem Brand schwer beschädigt worden war, war die Familie gezwungen, die Weikersheimer Anlage an das Land Baden-Württemberg zu verkaufen. Constantin zu Hohenlohe-Langenburg übernahm von da an als staatlicher Angestellter die Verwaltung des Schlosses, das als Museum der Familiengeschichte erhalten blieb. Sein anderes Hauptwerk ist die Begründung des Museums der Dynastie und Kunstlandschaft Hohenlohe in Neuenstein. Er ließ die Kassettendecke Joachim Georg Creutzfelders von Kirchberg an der Jagst im Rittersaal von Schloss Neuenstein anbringen: „Zehn Bilder haben gefehlt. No, die hab ich dann gemalt, jedes so vier auf zwei Meter sechzig.“ Des Weiteren wirkte er als künstlerischer Berater bei der Einrichtung des Schlosshotels Friedrichsruhe bei Zweiflingen sowie in Langenburg, Burg Tierberg bei Braunsbach, Schillingsfürst, Bartenstein, Büdingen und Herrenhausen.
Nach seinem Tod 1973 wurde Constantin Prinz zu Hohenlohe-Langenburg auf dem Fürstlichen Friedhof der Familie Hohenlohe-Langenburg beigesetzt.

## Veröffentlichungen

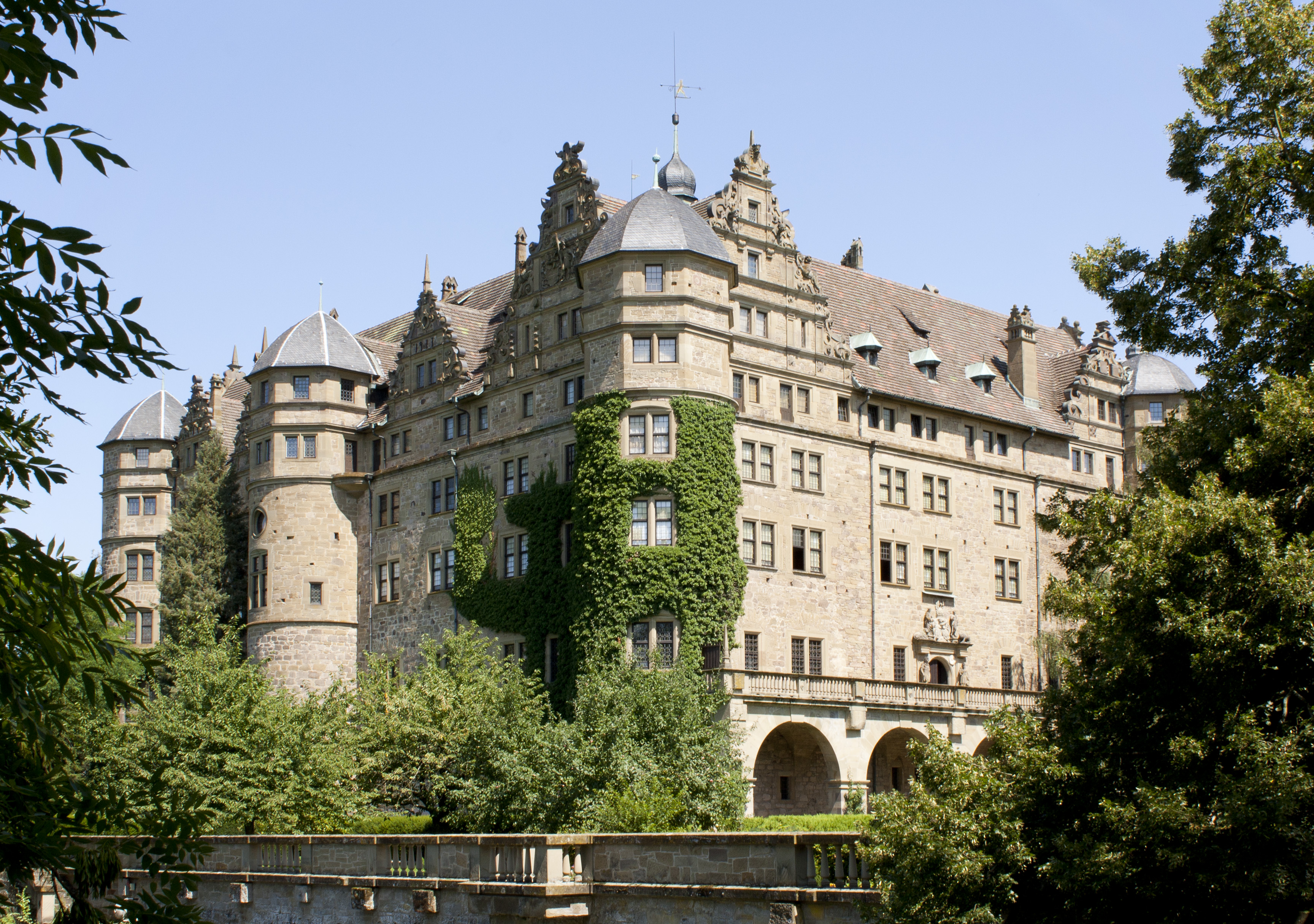
Schloss Neuenstein

- Schloss Neuenstein und sein Museum. 5. Auflage. (Bearb. von Gerhard Taddey) Deutscher Kunstverlag, München/Berlin 2001 (DKV-Kunstführer. Nr. 155).